# José María Ruda
José María Ruda (Buenos Aires, 9 de agosto de 1924 - España, 7 de julio de 1994) fue un jurista y diplomático argentino.

## Biografía
Nació en Buenos Aires en 1924 y se graduó en la Facultad de Derecho de la Universidad de Buenos Aires en 1949. Obtuvo un máster en 1955 en la Universidad de Nueva York.
Fue Ministro de Gobierno, Justicia y Educación de la Provincia de Salta en 1956 y Jefe de Gabinete del Ministerio de Relaciones Exteriores entre 1960 y 1961. También se ha desempeñado como profesor en la Academia de Derecho Internacional de La Haya (Países Bajos) y profesor visitante en El Colegio de México.

### Resolución 2065

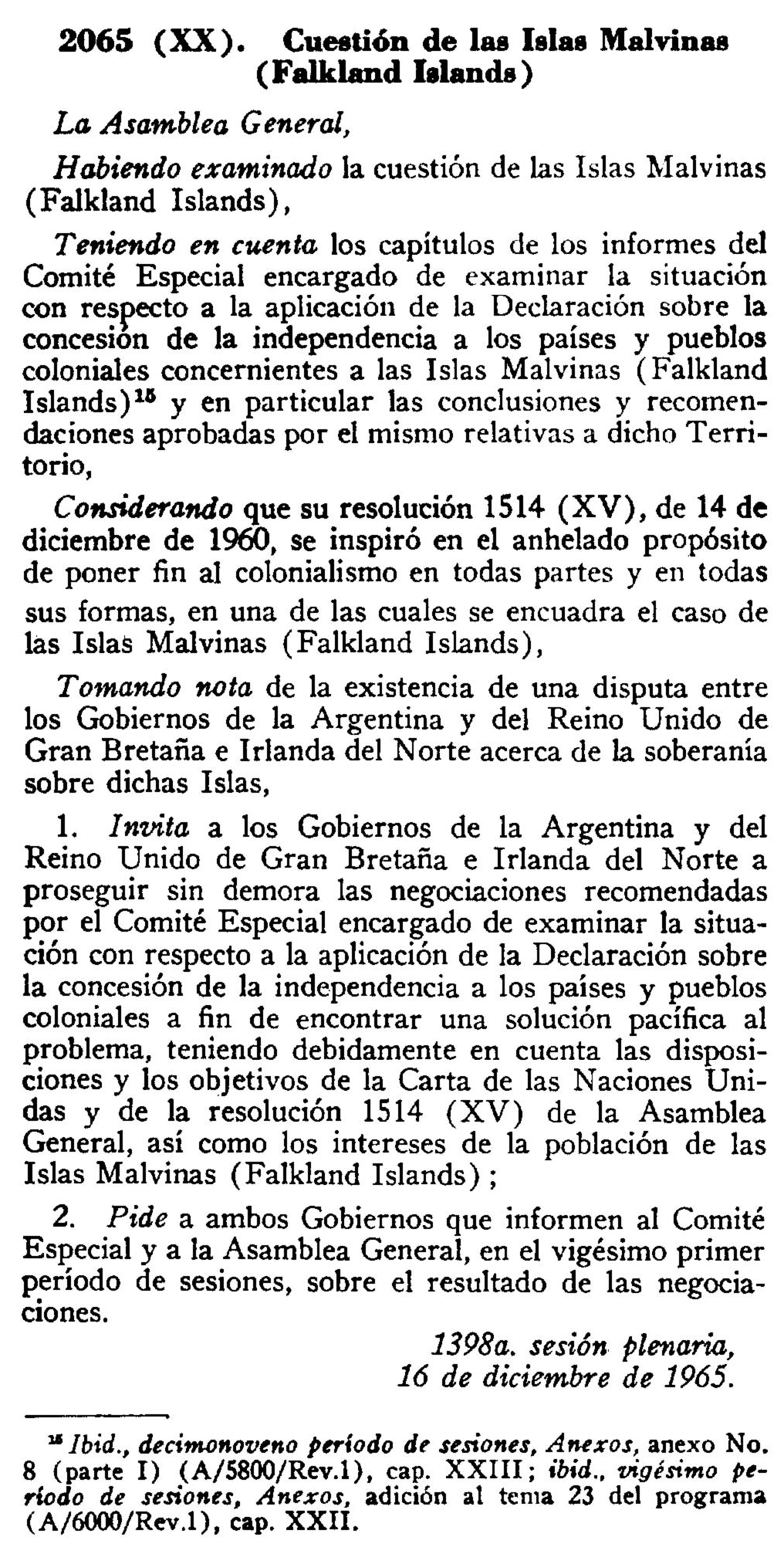
Texto de la resolución 2065.

Entre 1964 y 1965 tuvo un papel destacado en la sanción de la resolución 2065 de la Asamblea General de las Naciones Unidas, aprobada el 16 de diciembre de ese año, la primera sobre la cuestión de las Islas Malvinas. En 1964 el gobierno del presidente Arturo Umberto Illia se propuso conseguir a través del proceso de descolonización que la presión de las Naciones Unidas obligara al Reino Unido a sentarse por vez primera a la mesa de negociaciones, anulando las pretensiones británicas de convalidar el statu quo mediante una interpretación parcial del derecho de autodeterminación.
Al iniciarse la sesión en septiembre de ese año, las delegaciones de ambos países fueron autorizadas a participar del debate aunque sin derecho a voto. La tesis argentina fue presentada por Ruda el 9 de septiembre, quien en ese momento se desempeñaba como consejero legal del ministerio de Relaciones Exteriores, y la tesis británica, por Cecil King.
Ruda detalló sobre la historia del archipiélago y su situación colonial, utilizando argumentos históricos y jurídicos, y reclamando por la integridad territorial de Argentina con el objetivo de persuadir a los miembros del organismo a favor del reclamo argentino.
El intercambio de argumentos fue encendido y la mayoría de los miembros se inclinó por la postura argentina; el apoyo de Latinoamérica, y de Uruguay y Venezuela en particular fue expreso y contundente. El Subcomité III redactó un informe con las conclusiones del debate, que contrariaban punto por punto los anhelos del Reino Unido: 
- Se aceptaba la existencia de una disputa por la soberanía de las islas.
- La resolución 1514 era aplicable al territorio (y no a la población) de las Islas Malvinas.
- Se recomendaba al Comité Especial que invitara a ambas partes a entablar negociaciones que tendrían en cuenta los intereses (y no los deseos) de los habitantes de las islas.[5]

Posteriormente asesoró al canciller Nicanor Costa Méndez en las negociaciones para la transferencia de soberanía de las islas Malvinas, siendo partidario del memorándum de entendimiento firmado con el Reino Unido en 1968.

### Carrera diplomática y Corte Internacional de Justicia
Entre 1966 y 1970, fue representante argentino ante Naciones Unidas. Allí también fue miembro de la Comisión de Derecho Internacional, entre 1964 y 1972, siendo su presidente en 1968.
Durante su cargo de embajador ante la ONU, se produjo la guerra de los Seis Días. Como en ese momento Argentina integraba el Consejo de Seguridad, hizo gestiones junto con el representante brasileño José Sette Câmara Filho para lograr el alto el fuego. Ruda pronunció un discurso en el que sostuvo dos puntos. En el primero, expresó que Israel debía retirarse hacia el territorio que ocupaba antes de la guerra y que Egipto debía terminar el estado de beligerancia. Por otra parte, solicitó la aplicación del Cuarto Convenio de Ginebra para el tratamiento de la población civil en los territorios ocupados. Este segundo punto fue plasmado en una resolución votada por el Consejo sobre la base de un proyecto argentino-brasileño.
Posteriormente, acompañó la posición de Occidente de no condenar a Israel, oponiéndose a la postura de la Unión Soviética. En una nota al canciller Costa Méndez agregó que además había actuado «sin haberse granjeado la enemistad de los países árabes que juegan un papel importante en el Tercer Mundo; Tercer Mundo al que no pertenecemos». En julio de 1967 se reunió una Asamblea Extraordinaria de Emergencia, donde Ruda, Sette Câmara y Francisco Cuevas Cancino (representante mexicano), presentaron un proyecto de resolución que rechazaba la adquisición de territorio por la fuerza y solicitaba a Israel retirar sus fuerzas. El proyecto no fue aprobado.
En noviembre de 1967, se reunió el Consejo de Seguridad para tratar la situación. Ruda y Sette Câmara volvieron a presentar el proyecto propuesto en la Asamblea General. El representante británico Hugh Foot le hizo modificaciones que dieron lugar a la resolución 242.
En junio de 1968, votó en abstención la resolución 2373 de la Asamblea General sobre el Tratado de No Proliferación Nuclear. Ruda reclamó la oposición argentina hacia el artículo IV, mediante la tesis del desarme de los desarmados, la cual explicaba que el tratado sancionaba una situación de status quo que solo era desfavorable para los países que no conformaban el grupo de "Estados Nuclearmente Armados". Sobre el artículo V, Argentina consideró que era una «expectativa futura no equilibrada con la prohibición general a la que alude el Tratado», por la vaguedad de lo dispuesto y la reticencia estadounidense y soviética de establecer un eficaz sistema de control de armamento. Fundamentalmente, el gobierno argentino alegaba que el tratado «coartaba el libre desarrollo» de la investigación en el campo nuclear que ya estaba llevado a cabo por los estados más adelantados. El gobierno estaba preocupado por obtener sanciones legales debido a sus proyectos que se encontraban en desarrollo.
Ocupó el cargo de Subsecretario de Relaciones Exteriores desde 1970 hasta que en 1973 fue elegido Juez de la Corte Internacional de Justicia, siendo su presidente entre 1988 y 1991.
En noviembre de 1970 viajó a Londres junto con el consejero legal de la Cancillería, Julio Barboza, donde negociaron el texto final del compromiso de arbitraje entre Argentina y Chile de 1971 para resolver el conflicto del Beagle.
En 1972, tras el reconocimiento de Estados Unidos de la República Popular China (RPCh), el entonces canciller Luis María de Pablo Pardo propuso al gobierno argentino realizar la misma acción, pese a la oposición del dictador Alejandro Agustín Lanusse. Argentina, hasta ese momento, mantenía relaciones con la República de China en Taiwán. Se decidió realizar las negociaciones con el gobierno de Mao Tse Tung en Rumania, país aliado de la China Comunista. Allí fue enviado Ruda, viajando luego a Beijing con el fin de reunirse con autoridades chinas. Finalmente, el 16 de febrero de 1972 se anunció la «normalización» de relaciones entre ambos países, mediante un comunicado conjunto firmado por Ruda y el embajador chino en Bucarest, Zhang Haifeng. El gobierno argentino reconoció al gobierno de la RPCh como único gobierno legal de China, mientras que la RPCh reconocía la soberanía argentina «sobre la zona marítima adyacente a sus costas, dentro del límite de las doscientas millas náuticas», que incluía a las islas Malvinas. El embajador taiwanés en Buenos Aires se retiró meses después del establecimiento de relaciones.
Fue juez ad hoc por Catar en el caso «Delimitación marítima y cuestiones territoriales entre Catar y Baréin» en la Corte Internacional de Justicia desde 1991 hasta su fallecimiento, siendo reemplazado por el jurista español Santiago Torres Bernárdez.

## Distinciones y homenajes
En 1988 recibió el Premio Konex de platino. Fue nombrado Doctor honoris causa de la Universidad Punyab en la India.
En 2014 la Cancillería Argentina publicó su alegato sobre Malvinas ante la ONU para difundirlo entre las distintas embajadas argentinas.
En 2016, se le impuso su nombre a una calle de la ciudad de Ushuaia, capital de la provincia de Tierra del Fuego, Antártida e Islas del Atlántico Sur.

## Obras
- 1976: Instrumentos internacionales, Tipográfica Editora Argentina, Buenos Aires.
- 1990: Presente y futuro del Tribunal Internacional de Justicia, Universidad de Granada.
- 1994: Derecho internacional público, Tipográfica Editora Argentina, Buenos Aires.